# بوم‌شناسی کمی
بوم‌شناسی کمی یا بوم‌شناسی اندازه‌ای (به انگلیسی: Quantitative ecology) به‌کارگیری ابزارهای ریاضی و آماری پیشرفته برای هر تعداد مشکل در زمینه بوم‌شناسی است. این یک زیرشاخه کوچک اما رو به رشد در بوم‌شناسی است که بازتاب‌دهندهٔ تقاضای بوم‌شناسان شاغل برای تفسیر مجموعه داده‌های بزرگ‌تر و پیچیده‌تر با استفاده از استدلال کمی است. بوم‌شناسان کمی ممکن است ترکیبی از مدل‌های ریاضی قطعی یا تصادفی را برای پرسش‌های نظری به کار ببرند یا ممکن است از روش‌های پیچیده در آمارهای کاربردی برای طراحی آزمایش و آزمون فرضیه‌ها بهره‌گیری کنند. مشکلات معمول در بوم‌شناسی کمی شامل برآورد پویایی و وضعیت جمعیت‌های وحشی، مدل‌سازی پیامدهای تغییرهای انسانی یا آب‌وهوایی بر جوامع بوم‌شناختی، و پیش‌بینی گسترش گونه‌های مهاجم یا شیوع بیماری است.
بوم‌شناسی کمی، که عمدتاً بر روش‌های آماری و محاسباتی برای پرداختن به مسائل کاربردی متمرکز است، از بوم‌شناسی نظری متمایز است که تمرکز بر درک پویایی مدل‌های مکانیکی ساده و پیامدهای آنها را برای مجموعه‌ای از سیستم‌های زیست‌شناختی با بهره‌گیری از استدلال‌های ریاضی بررسی می‌کند.